# Coleophora psychropa
Coleophora psychropa é uma espécie de mariposa do gênero Coleophora pertencente à família Coleophoridae.